# Parnassia foliosa
Parnassia foliosa är en benvedsväxtart som beskrevs av Joseph Dalton Hooker och Thomson. Parnassia foliosa ingår i släktet Parnassia och familjen Celastraceae. Utöver nominatformen finns också underarten P. f. japonica.